# Gąski (powiat ostrołęcki)
Gąski – wieś sołecka w Polsce położona w województwie mazowieckim, w powiecie ostrołęckim, w gminie Lelis. Leży nad rzeką Szkwą.
Wierni Kościoła rzymskokatolickiego należą do parafii św. Anny w Dąbrówce k. Ostrołęki.

## Historia
W latach 1921–1939 wieś leżała w województwie białostockim, w powiecie kolneńskim (od 1932 w powiecie ostrołęckim), w gminie Gawrychy.
Według Powszechnego Spisu Ludności z 1921 roku zamieszkiwało tu 155 osób, 149 było wyznania rzymskokatolickiego a 6 mojżeszowego. Jednocześnie wszyscy mieszkańcy zadeklarowali polską przynależność narodową. Było tu 29 budynków mieszkalnych. Miejscowość należała do parafii rzymskokatolickiej w m. Zbójna. Podlegała pod Sąd Grodzki w Kolnie i Okręgowy w Łomży; właściwy urząd pocztowy mieścił się w m. Zbójna.
W wyniku agresji Niemiec we wrześniu 1939, miejscowość znalazła się pod okupacją niemiecką. Została włączona w skład III Rzeszy.
Do 1954 wieś należała do gminy Gawrychy, powiat Kolno.
W latach 1975–1998 miejscowość należała administracyjnie do województwa ostrołęckiego.